# Sommet du Forum Inde-Afrique
Le Sommet du Forum Inde-Afrique (SFIA) correspond à la plateforme officielle des relations entre l’Afrique et l’Inde. 
Le SFIA se tient tous les trois ans depuis l'édition de 2008 à New Delhi en Inde. C’était alors la première rencontre de ce type entre les chefs d’État et du gouvernement de l’Inde et des 14 pays d’Afrique, choisis par l’Union Africaine. Les chefs d’État de la Libye et de l'Égypte n’étaient pas présents.

## Agenda
La hausse des prix du pétrole et des denrées alimentaires a été la préoccupation principale des dirigeants africains et indiens lors du sommet. L'Inde s'est engagée à soutenir des projets liés à la santé et à l'éducation en Afrique.

### Thèmes
Les thèmes évoqués ont été : le secteur agricole, le commerce, l'industrie et les investissements, la paix et la sécurité, la promotion de la bonne gouvernance et de la société civile, et les technologies de l'information et de la communication.

## Représentation Africaine
- Président de l'Union africaine (UA)
- Président de la Commission de l'UA
- Présidents des huit communautés économiques régionales reconnues (CER)
- Présidents du Nouveau partenariat pour le développement de l'Afrique (NEPAD)
- Comité de mise en œuvre des chefs d'État et de gouvernement (HSIGC)
- Les cinq pays africains initiateurs du NEPAD

## Le premier Sommet Inde-Afrique 2008 - New Delhi, Inde
Le premier sommet a eu lieu du 4 au 8 avril 2008 à New Delhi, en Inde. Ce fut la première rencontre de ce type entre les chefs d'État et de gouvernement de l'Inde et de 14 pays d'Afrique choisis par l'Union africaine. Les chefs d'État de la Libye et de l'Égypte n'y ont pas participé.

## Second Sommet Inde-Afrique 2011 – Addis Ababa, Ethiopie
Le second sommet s'est tenu dans la capitale éthiopienne, Addis-Abeba, avec la participation de l'Inde et de 15 pays africains. Les dirigeants ont discuté d'aspects importants du partenariat entre l'Inde et l'Afrique avec pour objectif de renforcer et d'élargir son champ d'action pour un bénéfice mutuel.

## Troisième Sommet Inde-Afrique 2015 – New Delhi
Sur la base d’un site tournant, le troisième sommet s’est tenu à New Delhi, en Inde, du 26 au 30 octobre 2015. D’une durée de 5 jours, celui-ci a commencé par des consultations au niveau officiel, suivi par le sommet des chefs d'État et de gouvernement le 29 octobre 2015, avec des réunions bilatérales prévues le 30 octobre 2015. Ce fut la plus grande action diplomatique du gouvernement Modi impliquant des délégués d'un grand nombre de nations Africaines.
Initialement, sur le fonctionnement d’un site tournant, le sommet devait se tenir à New Delhi, en Inde, en décembre 2014. Mais récemment, Syed Akbaruddin, le porte-parole officiel du Ministère des Affaires extérieures, a déclaré aux médias que le sommet prévu était reporté à 2015 et qu'il inclurait un plus grand nombre de dirigeants africains, contrairement aux deux rencontres précédentes, limitées à seulement 10-15 pays africains. Dans le plus grand rassemblement de dirigeants africains en Inde, au moins 41 dirigeants, dont le président sud-africain Jacob Zuma, le président égyptien Abdel Fattah el-Sisi, le président zimbabwéen Robert Mugabe et le président nigérian Muhammadu Buhari, ont confirmé leur présence à New Delhi pour le sommet du forum Inde-Afrique en octobre 2015,.